# Carrello elevatore

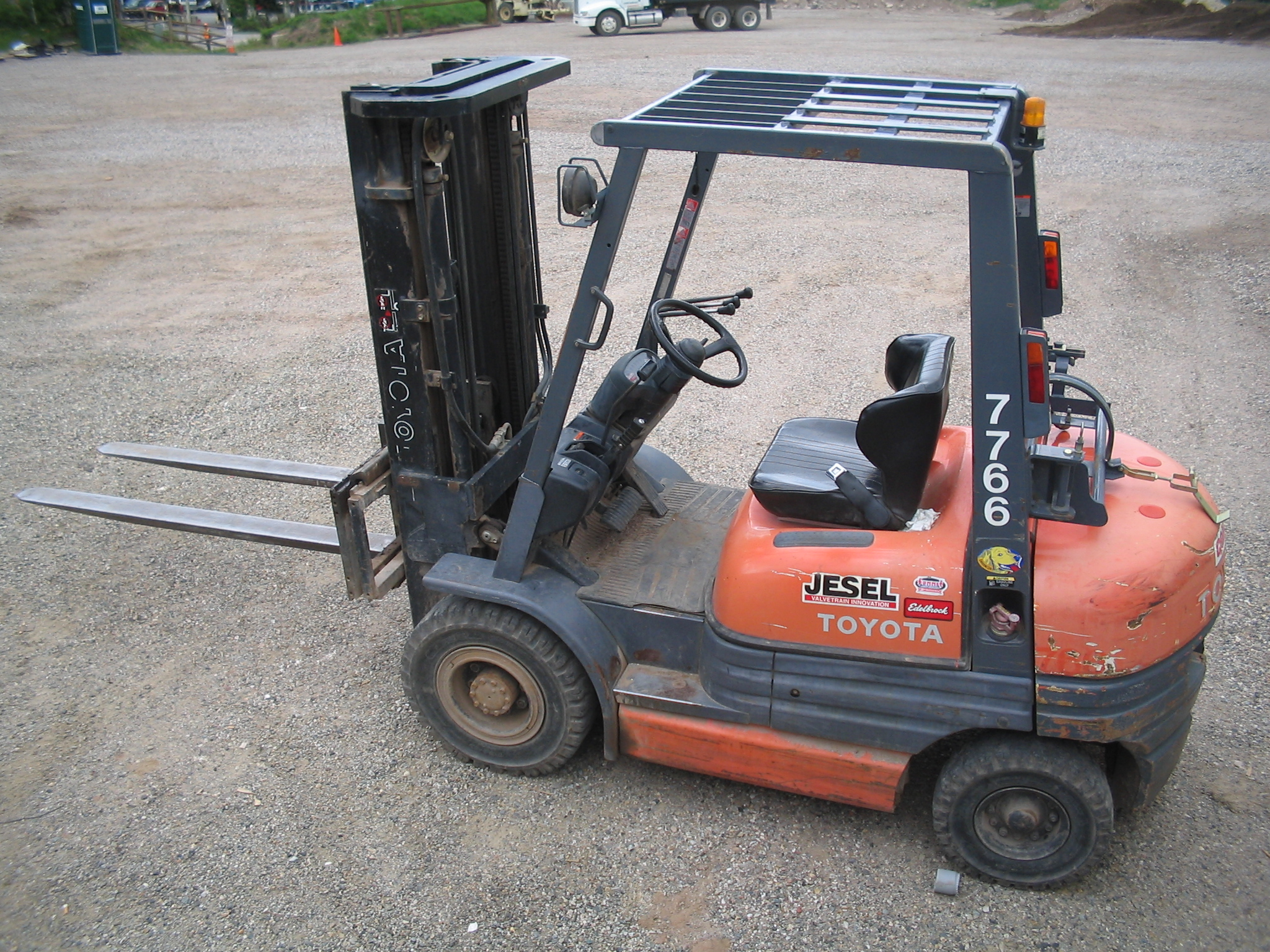
Classico carrello elevatore diesel di media portata

Il carrello elevatore (colloquialmente chiamato anche muletto) è un mezzo operativo dotato di ruote (o meno comunemente cingoli) e azionato da motori elettrici, diesel o  gas, che viene usato per il sollevamento e la movimentazione di merci all'interno dei depositi di logistica o per il carico e scarico di merci dai mezzi di trasporto.

## Storia

Un carrello elevatore a forcale utilizzato durante la seconda guerra mondiale

La nascita del carrello elevatore viene fatta risalire agli anni venti grazie all'inventore statunitense Eugene Clark e il nome del marchio ad esso collegato è stato in varie parti del mondo e per lungo tempo un sinonimo di questo mezzo d'opera. La sua diffusione è stata collegata alla diffusione dell'uso del pallet, avvenuta alla fine della seconda guerra mondiale.
Nel corso degli anni i carrelli elevatori si sono evoluti con l'applicazione delle nuove tecnologie, migliorandone le prestazioni, il comfort, l'ergonomia per il conducente e la sicurezza. Le moderne elettroniche di bordo prevedono un display multifunzione dove vengono visualizzate le informazioni di base (stato di carica, modalità di esercizio, ore di esercizio, data e ora, ecc.) e informazioni tecniche.

### Uso recente
Sono ad esempio di epoca recente l'applicazione di una cabina di protezione per l'abitacolo del conducente (detta struttura di protezione antiribaltamento o ROPS), così come l'abolizione del cambio manuale a favore della trasmissione automatica, l'utilizzazione del servosterzo e le applicazioni dell'elettronica in grado di sovrintendere alle operazioni principali.

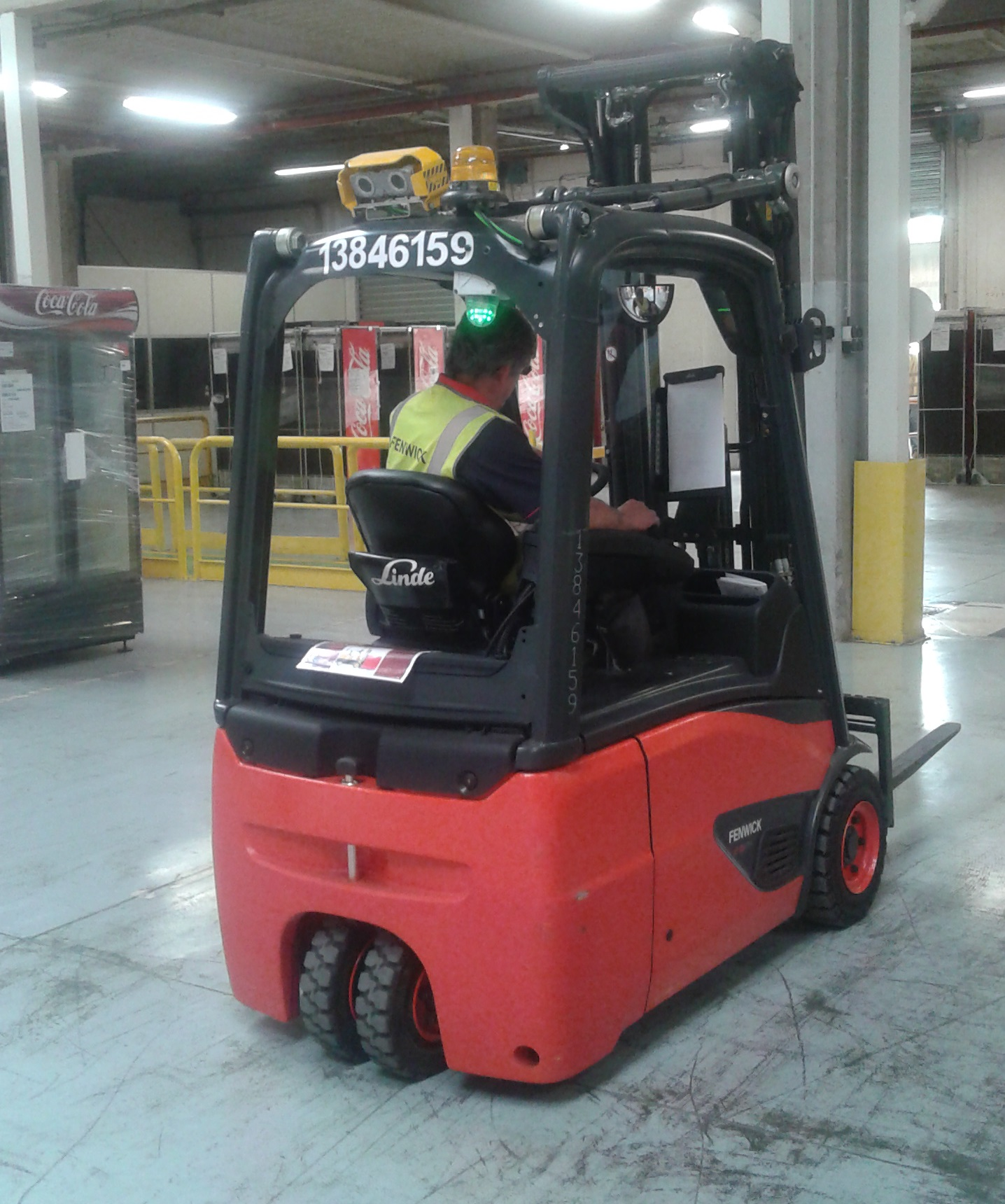
Carrello elevatore elettrico

Al giorno d'oggi sono attive molte aziende costruttrici di questo tipo di mezzo. Molte sono realtà operanti in ambito locale, mentre sul mercato mondiale anche nel 2010 si è confermato leader il marchio Toyota.

## Descrizione
Nella sua versione base, che può essere a 3 o 4 ruote a seconda dell'utilizzo (3 ruote per le manovre in spazi ristretti, 4 ruote per gli utilizzi più gravosi), è dotato di due bracci anteriori paralleli in metallo (le cosiddette "forche") che gli consentono la presa e la movimentazione dei pallet, favorendo così un veloce e sicuro movimento di grosse quantità di merci.

## Tipi

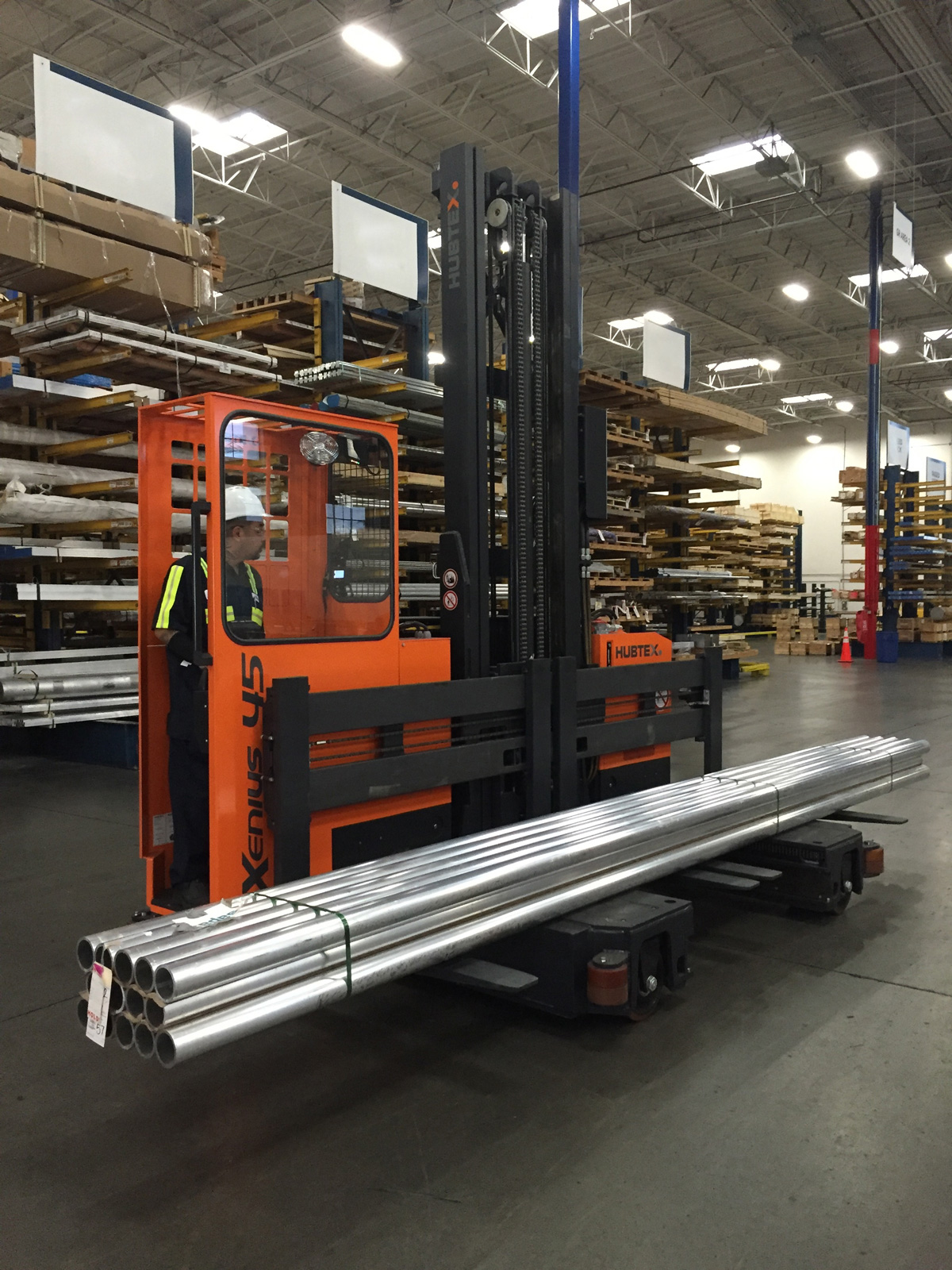
Carrello elevatore laterale multidirezionale elettrico

In commercio esistono tipi di carrelli elevatori, differenziati tra loro sia per il tipo di motorizzazione, sia per la capacità di sollevamento in termini di peso ed altezza, tra cui:
- carrello elevatore controbilanciato elettrico o termico (frontale)
- carrello retrattile
- carrello commissionatore
- carrello trilaterale
- carrello quadridirezionale
- carrello laterale
- carrello fuoristrada
- carrello stoccatore (sollevatore)
- sollevatore telescopico
- carrello per container
- carrello cingolato
- transpallet manuale o elettrico (caratterizzato da ingombro molto minore, in quanto timonato e sprovvisto di cabina di guida).

Il carrello elevatore può inoltre essere dotato di caratteristiche specifiche, come quella di brandeggio o di spostamento laterale forche (seconda e terza via idraulica), ormai standard su tutti i nuovi modelli, avere la cosiddetta "quarta via idraulica" con posizionatore forche o avere in alternativa alle normali "forche" delle attrezzature specifiche per la movimentazione di particolari unità di carico, quali rotoli e/o bobine (lamine di metallo, carta, tessuti, ecc.), le merci liquide in fusti, gli elettrodomestici, i cassoni da svuotare (detti anche ribaltacassoni) o quant'altro.
Altre versioni specifiche di larga diffusione sono quelle che consentono l'elevazione di interi container anche di peso e mole considerevole.

### Carrello elevatore controbilanciato
Il propulsore del veicolo, indipendentemente dall'alimentazione e dal tipo è sempre posto sul retro del mezzo, così come l'eventuale batteria, riuscendo in questo modo a bilanciare lo spostamento del baricentro verso l'avantreno causato dal carico sollevato. Nel caso di motori elettrici gran parte del contrappeso necessario viene fornito appunto dall'accumulatore, in altri casi si provvede all'installazione di opportuno carico sul retro del veicolo.
Le gomme sono nella maggior parte dei casi di tipo superelastico, ossia composte interamente di gomma e senza camera d'aria all'interno. Tale tipologia di gomme evita imprevisti quali le forature, ha una durata superiore e garantisce al mezzo una migliore stabilità rispetto alle ruote pneumatiche.
Nella sua conformazione tipo il conducente è protetto da un telaio metallico a protezione da carichi eventualmente in caduta dall'alto e dai pericoli causati da un eventuale ribaltamento del mezzo. Per gli usi all'esterno l'abitacolo è spesso chiuso con cristalli per proteggere l'operatore dagli agenti atmosferici. Per ragioni di sicurezza sono solitamente montati sul tetto indicatori lampeggianti di colore arancione, nonché avvisatori acustici che segnalano l'inserimento della retromarcia del mezzo.
I carrelli moderni sono provvisti di variazione automatica della velocità, di conseguenza il movimento viene comandato in assenza del pedale della frizione. Sui carrelli endotermici (Diesel), insieme ad acceleratore e freno è possibile trovare un terzo pedale, posizionato a sinistra del freno, denominato Inching Control, che agisce sul freno disinserendo al tempo stesso la trasmissione.
Di fronte a sé il manovratore ha una serie di leve che comandano il sollevamento, sempre presente, e le altre eventuali funzioni idrauliche opzionali quali lo spostamento del carico lateralmente (traslazione) o longitudinalmente (brandeggio) e l'allargamento/stringimento delle forche.
Naturalmente nella cabina di guida è presente anche un classico volante che comanda lo sterzo, sempre sulle ruote posteriori mentre quelle anteriori sono fisse, in pratica al contrario di quasi tutti gli altri mezzi di trasporto.
Nella parte anteriore del mezzo vi è il cosiddetto montante, che ne consente l'operatività e che consiste in una struttura telescopica composta da una o più colonne inserite una nell'altra ed azionate da martinetti idraulici. I montanti possono essere Simplex (ZT), Simplex G.V. (a Grande Visibilità) (ZT Hilo), Duplex (Zz), Triplex (Dz) o, più raramente, Quadruplex a seconda del numero di slitte che compongono la struttura telescopica. I montanti duplex e triplex sono definiti SAL (Senza Alzata Libera) oppure GAL (Grande Alzata Libera), ciò dipende dalla presenza o meno del pistone di sollevamento centrale che permette alle forche di essere sollevate fino alla fine del montante prima che questo aumenti il suo ingombro. Il tipo di montante più richiesto in commercio è il Triplex in quanto permette di raggiungere altezze considerevoli nonostante con le forche a terra il montante rimanga molto basso. La visibilità è inoltre maggiore su questo tipo di montanti, quando il pistone centrale di sollevamento viene sostituito da due pistoni laterali permettendo così all'operatore di avere una migliore visibilità.

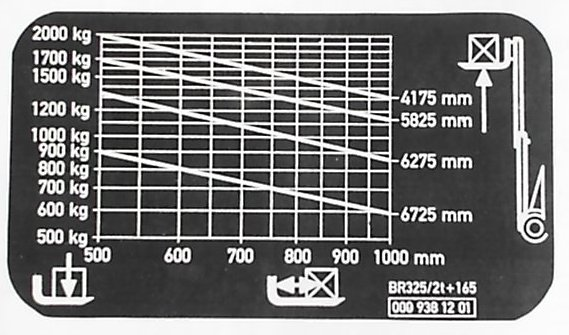
Targhetta identificativa con grafico della capacità di carico di un muletto

Le caratteristiche di un montante si possono riassumere con quattro dimensioni:
- ingombro minimo (h1) - altezza del montante con forche a terra;
- alzata libera (h2) - corsa di sollevamento lungo la quale l'ingombro minimo non cambia;
- altezza di sollevamento (h3) - altezza delle forche con montante sollevato al massimo;
- ingombro massimo (h4) - altezza del montante con forche sollevate al massimo.

### Carrelli elevatori a trazione elettrica

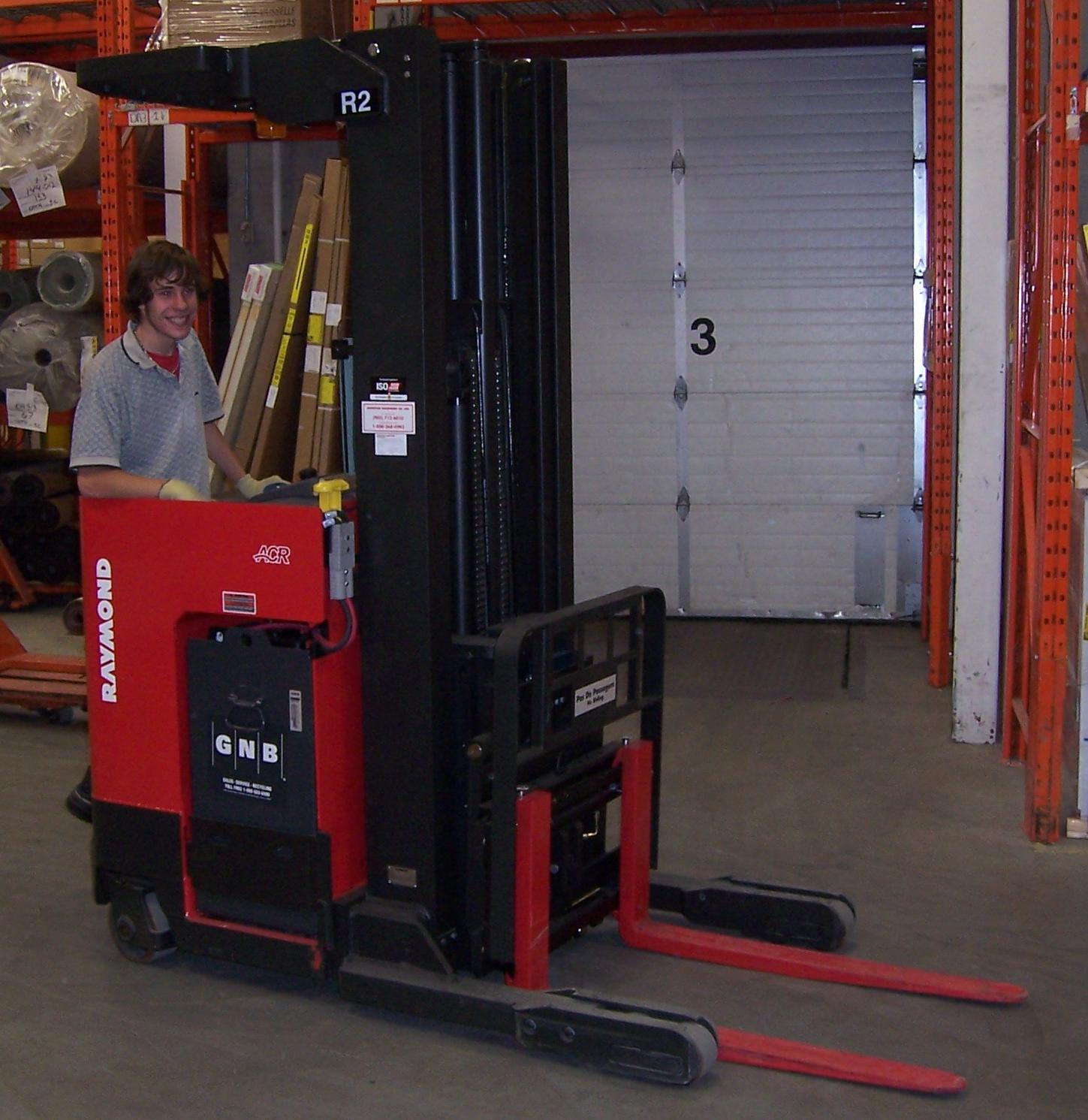
Un carrello retrattile a pantografo che consente l'estensione delle forche in corsie strette.

Con il tempo si è assistito al progressivo decadimento dei carrelli con motori elettrici a corrente continua (DC), in quanto le polveri create dal consumo delle spazzole, che periodicamente dovevano essere sostituite, tendevano ad intaccare le parti interne del motore. Vengono progressivamente sostituiti dall'apparizione, sui carrelli elevatori di ultima generazione, di motori elettrici trifase con rotore a gabbia di scoiattolo, che sono privi di spazzole, ma richiedono l'uso di un inverter per ottenere l'alimentazione in corrente alternata. L'azionamento dei motori (trazione e pompa) in corrente alternata, unitamente ai sistemi di frenata rigenerativa, favoriscono il rendimento in termini energetici; il che si traduce in una maggiore autonomia per ogni ricarica della batteria. Lo sviluppo tecnologico della parte elettronica (con i sistemi CAN-BUS) e l'abolizione di componenti come contattori e spazzole, consente di ridurre costi e interventi di manutenzione, oltre a incrementare comfort di guida e affidabilità complessiva della macchina.
Il carrello elevatore alimentato a batterie ha inoltre il vantaggio di poter essere usato in ambienti chiusi perché non emette gas di scarico. Per contro, la zona di ricarica dello stesso deve essere provvista di adeguati impianti di ventilazione a causa della possibile emissione di miscela gassosa esplosiva. Tale miscela di gas idrogeno e ossigeno può svilupparsi durante la fase di carica delle batterie piombo-acido non sigillate (che sono le più diffuse nei carrelli elevatori). Questo tipo di batterie ha però alcune problematiche dovute alla manutenzione continua che esse necessitano. L'acqua distillata che diluisce l'acido all'interno degli elementi va rabboccata ogni due o tre cicli di carica, con dovute accortezze da parte dell'operatore che esegue il rabbocco. Inoltre non è consigliato effettuare ricariche "intermedie" se la batteria non è tra il 40% ed il 20% di carica residua. È sconsigliato inoltre interrompere la fase di ricarica se questa non ha terminato il 100% del ciclo di carica che dura in media dalle 8 alle 12 ore.
Nonostante sia ancora oggi la tipologia di batteria più diffusa, essendo, tra tutte, quella con i costi più bassi, sempre più costruttori stanno allestendo i propri carrelli con batterie al gel o al litio. In particolare quella agli ioni di litio (Li-Ion) che permette svariati vantaggi tra cui un risparmio a lungo termine sul consumo medio di energia per la ricarica che dura dalle 2 alle 3 ore per il ciclo completo. Consente inoltre la possibilità di effettuare ricariche "al bisogno" e non necessita di alcun tipo di manutenzione essendo i cristalli di litio sigillati ermeticamente all'interno delle celle. Per questo motivo le batterie al litio non producono emissioni gassose. Unico problema: il costo. Al momento, a parità di caratteristiche, le batteria al litio costano oltre il triplo rispetto a quelle al piombo-acido ed il doppio rispetto a quelle al gel.

Simbolo di pericolo associato a zone con passaggio di carrelli elevatori a forche e altri veicoli industriali, definito dalla norma internazionale ISO 7010.